# William Richard Johnson
William Richard Johnson (* 15. Mai 1875 in Rock Island, Illinois; † 2. Januar 1938 in Freeport, Illinois) war ein US-amerikanischer Politiker. Zwischen 1925 und 1933 vertrat er den Bundesstaat Illinois im US-Repräsentantenhaus.

## Leben
Im Jahr 1879 zog William Johnson mit seinen Eltern nach Freeport, wo er die öffentlichen Schulen und das College of Commerce besuchte. Zwischen 1890 und 1899 arbeitete er für die Illinois Central Railroad bei der Wartung von Lokomotiven. Zwischen 1901 und 1919 war Johnson Mitglied der United States Capitol Police, einer Polizeieinheit, die mit dem Schutz des Kongresses beauftragt ist. Von 1919 bis 1925 war er bei der Kongressverwaltung als Superintendent of the Folding Room of the House of Representatives angestellt.
Politisch schloss sich Johnson der Republikanischen Partei an. Bei den Kongresswahlen des Jahres 1924 wurde er im 13. Wahlbezirk von Illinois in das US-Repräsentantenhaus in Washington, D.C. gewählt, wo er am 4. März 1925 die Nachfolge von John C. McKenzie antrat. Nach drei Wiederwahlen konnte er bis zum 3. März 1933 vier Legislaturperioden im Kongress absolvieren. Im Jahr 1932 wurde William Johnson von seiner Partei nicht mehr zur Wiederwahl nominiert. Er starb am 2. Januar 1938 in Freeport, wo er auch beigesetzt wurde.